# Telekom Slovenije

Telekom Slovenije, d. d., je ponudnik celovitih komunikacijskih storitev v Sloveniji, ki je prepoznan kot vodilni pri uvajanju in povezovanju novih generacij mobilnih in fiksnih komunikacij, sistemske integracije in storitev v oblaku ter večpredstavnostnih vsebin.
Družba Telekom Slovenije je del Skupine Telekom Slovenije, ki jo poleg obvladujoče družbe sestavljajo še odvisne družbe s sedežem v Sloveniji in JV Evropi. 
Odvisne družbe v 100-odstotni lasti Telekoma Slovenije v Sloveniji so: GVO, d.o.o., Avtenta, d.o.o., TSmedia, d.o.o., Soline, d.o.o., in TSinpo, d.o.o.
Odvisne družbe v večinski lasti Telekoma Slovenije v tujini so: Ipko Telecommunications d.o.o. (Kosovo), Siol DOOEL Skopje (Makedonija), Blicnet d.o.o., Banja Luka in Siol, d.o.o., Sarajevo (Bosna in Hercegovina), Siol d.o.o., Beograd (Srbija), Siol d.o.o., Podgorica (Črna Gora) in Siol d.o.o., Zagreb (Hrvaška).
Dejavnost Skupine Telekom Slovenije obsega fiksne in mobilne komunikacije (fiksna in mobilna telefonija, fiksne in mobilne širokopasovne storitve, IP-telefonija in IP-televizija), digitalne vsebine in storitve, večpredstavnostne storitve in digitalno oglaševanje, sistemsko integracijo in storitve v oblaku (računalništvo v oblaku), gradnjo in vzdrževanje telekomunikacijskih omrežij ter ohranjanje naravne in kulturne dediščine na območju Krajinskega parka Sečoveljske soline.
Družba Telekom Slovenije je javna delniška družba. Upravljanje družbe poteka po dvotirnem sistemu upravljanja. Uprava vodi, zastopa in predstavlja družbo, osnovna pristojnost nadzornega sveta pa je nadzor nad vodenjem poslov družbe. Delničarji uresničujejo svoje pravice v zadevah družbe v okviru skupščine delničarjev, ki je najvišji organ družbe.
Delnice Telekoma Slovenije (TLSG) od 2. oktobra 2006 kotirajo na Ljubljanski borzi vrednostnih papirjev (Ljubljanska borza d.d.) in so 3. maja 2007 prešle v prvo borzno kotacijo. Delnice Telekoma Slovenije (TLSG) so sestavni del slovenskega borznega indeksa SBI 20 in slovenskega indeksa blue chip SBI TOP.